# محمود عمر الباجوري
محمودٌ أفندي بنُ عمرَ بنِ أحمدَ الباجوريُّ المصريُّ (تـ بعد 1312 هـ؛ ق. 1853 - 1909) لغوي وعالم أدبي وأكاديمي مصري. ولد في بلدة ملوي بصعيد مصر ونشأ في الباجور. تخرج بدار العلوم بالقاهرة سنة 1880، وعين فيها معيدا وضابطا، ثم مدرسا سنة 1882. كان من أعضاء الوفد المصري في مؤتمر المستشرقين الدولي الثامن والتاسع. تولى إدارة مجلة التربية سنة 1905. له عدة كتب في موضوعات شتى. توفي في الباجور.

## سيرته
هو محمود [بن] عمر بن أحمد [بن] عمر بن عمر بن شاهين الباجوري، وأصل عائلته هاجرت من جزيرة العربية ونزلت ببلدة الباجور بالمنوفية في مصر. 

ولد محمود عمر الباجوري في بلدة ملوي في المنيا بصعيد في إيالة مصر العثمانية حوالي سنة 1270 هـ/ 1853 م، وكان والده طبيبًا في العسكرية، ثم سافر والده إلى بلدة الباجور سنة 1858، ونشأ محمو عمر فيها، وتعلم القراءة والكتابة وحفظ القرآن. وفي سنة 1867 سافر إلى القاهرة، والتحق بالأزهر ودرس على علمائه، ثم التحق بدار العلوم سنة 1877، وتخرج سنة 1880.

عيّن معيدًا وضابطًا بمدرسة دار العلوم سنة 1880، ثم مدرّسًا فيها سنة 1882، وقام بتدريس التوحيد والفقه الحنفي في مدرسة مهندسخانة، وقلم الترجمة المصري. انتدب للسفر إلى أوروبا مع الوفد المصري سنة 1889، وحضر في مؤتمر المستشرقين المنعقد في مدينتي أستوكهلم وكرستيانيا في السويد والنرويج. ثم سافر مرة ثانية لمؤتمر المستشرقين المنعقد في لندن سنة 1892. 

عين مديرًا لمجلة التربية المدرسية سنة 1905 وقد صدر العدد الأول منها سنة 1905. واعتكف بعد مدة قصيرة في قريته إلى أن توفي سنة 1327 هـ/ 1909 م.

## أدبه
من مقدمه كتبه سنة 1905 في «الفصول البديعة في أصول الشريعة»، وهو ملخص جمع الجوامع في أصول الفقه للسبكي «.. ولما كان علم الأصول أهمّ ما يُعنى به العقلاء، ويتسابق إليه النبلاء، جمعت فيه كتابًا لخصت فيه من جمع الجوامع وشرحه حاكيًا الخلاف موضحًا مجمل عباراته، مبينًا مبهم اشاراته، ضامًا إليه فوائد تنفع المحصلين، وتفيد الطالبين، فجاء بحمد الله وسطًا في سهولة العبارة، وقرب التناول، لا يصعب حفظه، ولا يبعد فهمه، على من سلك سبيل العلم الموصل للسعادة، بمعرفة الله تعالى...وسميته «الفصول البديعية في أصول الشريعة»، والله المستعان ومنه الاحسان.»

## آثاره
من مؤلفاته:
- «أدب الناشئ»، 1883
- «أمثال المتكلمين من عوام المصريين»، 1893
- «التذكرة في تخطيط الكرة»، 1879
- «تنوير الأذهان في الصرف والنحو البيان»، 1885
- «الدرر البهية في الرحلة الأوروبية»، 1889.
- «الفصول البديعة في أصول الشريعة»، ملخص جمع الجوامع في أصول الفقه للسبكي، 1905 [7]
- «القول الحق في تاريخ الشرق»
- «المنتخبات الأدبية»
- «شرح إن لله خواص في الأزمنة والأمكنة والأشخاص»
- «الدروس النحوية وقواعد اللغة العربية»